# Cataclasiet

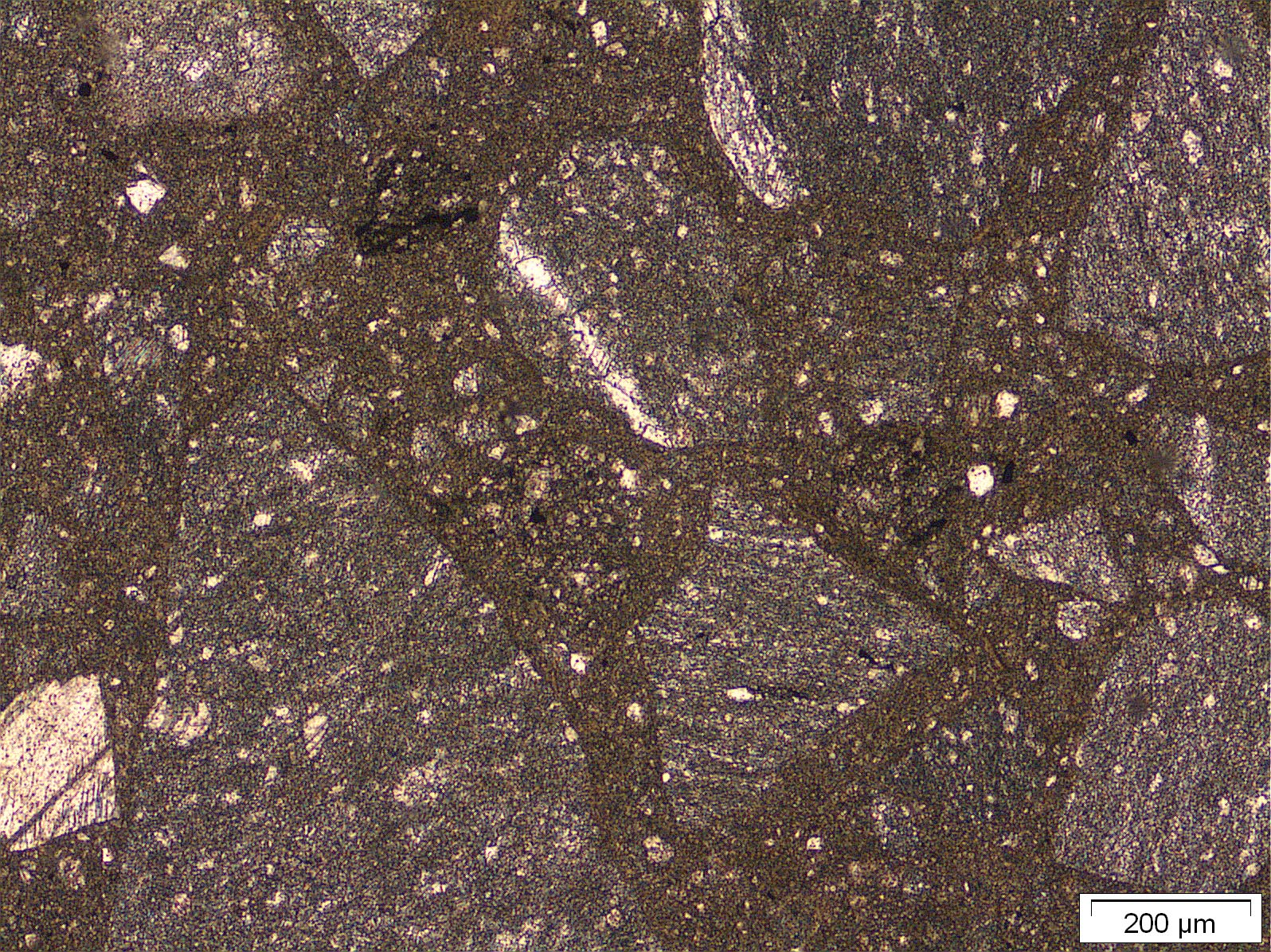
Cataclasiet onder de polarisatiemicroscoop. Vindplaats: Engelberg, Malm-formatie in de Helvetische dekbladen, Zwitserse Alpen.

Een cataclasiet is een soort gesteente dat ontstaat door tektonische krachten, een tektoniet. Het ontstaat in de diepere aardkorst, in de buurt van de overgang tussen het brosse en ductiele domein.
Cataclasieten bestaan uit hoekige klasten in een fijne matrix, maar in tegenstelling tot breukbreccie hebben cataclasieten een interne cohesie.
Cataclasieten ontstaan wanneer beweging plaatsvindt langs een breukzone, waardoor materiaal verbrokkeld en verpulverd raakt. Omdat ze op grotere diepte gevormd worden dan breukbreccie blijft het gesteente coherent, het blijft aan elkaar zitten. Met het blote oog zijn een later opnieuw geconsolideerde breukbreccie en een cataclasiet daarom vaak niet te onderscheiden.
Nog dieper in de aardkorst, op ongeveer rond de 8 tot 11 km diepte, begint gesteente ductiel te deformeren en worden langs schuifzones mylonieten gevormd. De overgang van cataclasiet naar myloniet is geleidelijk, vaak kunnen in schuifzones zowel sporen van ductiele als van brosse deformatie aangetroffen worden, zeker ook wanneer de schuifzone door tektonische opheffing omhoog gekomen is.